# Chris O’Neil
Christine „Chris“ O’Neil (* 19. März 1956 in Newcastle, New South Wales) ist eine ehemalige australische Tennisspielerin.

## Karriere
1978 gewann sie als Nummer 112 der Weltrangliste und als erste ungesetzte Spielerin das Dameneinzel der Australian Open. Es sollte ihr einziger Titel im Profitennis bleiben. Ihre beste Weltranglistenposition im Einzel erreichte sie mit Platz 80 im selben Jahr. 1985 stand sie im Damendoppel mit Pam Whytcross im Viertelfinale. Mit ihrem Bruder William O’Neil betreibt sie heute die O’Neils School of Tennis.

## Turniersiege

### Einzel
| Nr. | Datum       | Turnier         | Kategorie  | Belag | Finalgegnerin  | Ergebnis |
| --- | ----------- | --------------- | ---------- | ----- | -------------- | -------- |
| 1.  | Januar 1978 | Australian Open | Grand Slam | Rasen | Betsy Nagelsen | 6:3, 7:6 |

### Doppel
| Nr. | Datum        | Turnier   | Kategorie                      | Belag           | Partnerin     | Finalgegnerinnen             | Ergebnis  |
| --- | ------------ | --------- | ------------------------------ | --------------- | ------------- | ---------------------------- | --------- |
| 1.  | Februar 1982 | Nashville | WTA Avon Championships Circuit | Teppich (Halle) | Mimi Wikstedt | Sheila McInerney Jane Preyer | 6:4, 7:63 |